# Sudburykrater
De Subburykrater (Engels: Sudbury Crater) of het Sudburybekken (Engels: Sudbury Basin) is de op drie na grootste inslagkrater op Aarde en een belangrijke geologische structuur in Ontario, Canada. De inslag vond ongeveer 1,85 miljard jaar geleden plaats, aan het einde van het Paleoproterozoïcum.
De krater bevindt zich in het Canadees Schild in de stad Greater Sudbury, Ontario.

## Formatie en structuur
Het Sudbury Basin is 62 kilometer lang, 30 kilometer breed en 15 kilometer diep. Het basin ontstond door de inslag van een meteoriet met een diameter van ongeveer 10 kilometer, 1,85 miljard jaar geleden. Het huidige formaat van het kraterbekken is slechts een klein deel van een misschien 250 kilometer brede krater die oorspronkelijk ontstond door de inslag. In de loop der jaren hebben geologische processen de krater vervormd en deels vernietigd. Alleen de huidige ovale vorm is overgebleven.

## Modern gebruik
De grote inslagkrater is gevuld met gestold magma waarin veel nikkel, koper, platina, palladium en goud zit. Daarom is de krater een van de grootste mijnbouwgebieden ter wereld. De regio is ’s werelds grootste leverancier van nikkel- en kopererts.
Vanwege de mineraalrijke grond is de bodem van het bekken zeer vruchtbaar. Er staan dan ook meerdere boerderijen.